# Gaucho and the Grassland
Gaucho and the Grassland é um jogo de simulação de fazenda, foi desenvolvido e publicado pela Epopeia Games que combina simulação de fazenda com elementos de aventura, destacando a rica cultura dos pampas gaúchos e incorporando lendas do folclore brasileiro. o jogo vai ser lançando para Linux, macOS e Microsoft Windows com previsão para 16 de julho de 2025.

## Enredo e Ambientação
O jogo segue a história de um protagonista que, cansado da vida agitada na cidade grande, decide retornar às suas raízes no interior do Rio Grande do Sul. Lá, ele é acompanhado por seus fiéis amigos, o cachorro Cusco e o cavalo Alazão, em diversas aventuras que exploram as vastas planícies do pampa.

## Mecânicas do Jogo
Diferentemente de outros simuladores de fazenda que focam na agricultura, "Gaucho and the Grassland" enfatiza a pecuária. Os jogadores podem laçar touros, conduzir rebanhos de vacas ao curral e cuidar de bezerros até que possam contribuir com a produção de leite. Além disso, é possível tosar ovelhas, criar galinhas e interagir com diversos animais típicos da região.

## Exploração e Folclore
O jogo apresenta uma "zona mística" acessível por meio de um portal mágico, onde seres lendários como o Boitatá e o Negrinho do Pastoreio desempenham papéis fundamentais na narrativa. Nessa área, os jogadores enfrentam inimigos, coletam itens exclusivos e recebem missões dos habitantes locais, enriquecendo a experiência de jogo com elementos culturais autênticos.

## Personalização e Biomas
"Gaucho and the Grassland" oferece ampla personalização dos personagens principais, permitindo ajustes na aparência física, roupas e acessórios. Os animais de estimação, como Cusco e Alazão, também podem ter suas cores e raças modificadas. O jogo abrange diversos biomas, incluindo o pampa, o litoral e regiões inspiradas na serra gaúcha, cada um com características únicas e recursos específicos.

## Inspirações e Desenvolvimento
A Epopeia Games, estúdio responsável pelo título, buscou inspiração em jogos da Nintendo, incorporando mecânicas de exploração e resolução de puzzles semelhantes às encontradas na série "The Legend of Zelda". O projeto, iniciado em 2016, evoluiu de um jogo de aventura para um simulador de fazenda com elementos de exploração, refletindo a essência da cultura gaúcha de maneira acessível a um público global.

## Lançamento
Inicialmente o jogo estava previsto para setembro de 2023, mas o lançamento de "Gaucho and the Grassland" foi adiado para fevereiro de 2025. O jogo estará disponível por enquanto para PC, permitindo que jogadores do PC possam vivenciar essa imersão na cultura gaúcha.
Com sua combinação única de simulação de fazenda, aventura e rica representação cultural, "Gaucho and the Grassland" promete oferecer uma experiência envolvente e educativa, destacando as tradições e lendas do sul do Brasil. 